# 乌尔丽卡·卡尔特
乌尔丽卡·卡尔特（瑞典語：Ulrika Kalte，1970年5月19日—），瑞典女子足球运动员。她曾代表瑞典国家队参加1995年国际足联女子世界杯和1996年夏季奥林匹克运动会，均未进入前三名。